# Marsjön (Östertälje socken, Södermanland)
Marsjön är en våtmark, tidigare sjö i Södertälje kommun i Södermanland och ingår i Tyresån-Trosaåns kustområde. Sjön har en area på 0,1 kvadratkilometer och ligger 30,7 meter över havet.

## Delavrinningsområde
Marsjön ingår i det delavrinningsområde (656250-160800) som SMHI kallar för Rinner mot Igelstaviken. Medelhöjden är 35 meter över havet och ytan är 13,98 kvadratkilometer. Det finns inga avrinningsområden uppströms utan avrinningsområdet är högsta punkten. Avrinningsområdets utflöde mynnar i havet, utan att ha någon enskild mynningsplats. Avrinningsområdet består mestadels av skog (45 procent), öppen mark (12 procent) och jordbruk (18 procent). Avrinningsområdet har 0,1 kvadratkilometer vattenytor vilket ger det en sjöprocent på 0,7 procent. Bebyggelsen i området täcker en yta av 3,45 kvadratkilometer eller 25 procent av avrinningsområdet.